# Stylidium pseudohirsutum
Stylidium pseudohirsutum este o specie de plante dicotiledonate din genul Stylidium, familia Stylidiaceae, ordinul Asterales, descrisă de Mildbraed. Conform Catalogue of Life specia Stylidium pseudohirsutum nu are subspecii cunoscute.